# Jan Stanisław Kiczor
Jan Stanisław Kiczor (ur. 15 maja 1947 w Pawłowie, zm. 17 lutego 2018 w Warszawie) – polski poeta.

## Życiorys
Ukończył w roku 1964 II Liceum Ogólnokształcące im. Stanisława Staszica w Starachowicach oraz Politechnikę Warszawską. Uczęszczał również do Niższego Seminarium Duchownego. Prowadził działalność gospodarczą w zakresie budownictwa.
Debiutował w wieku ponad sześćdziesięciu lat w 2009 roku w antologii Ogrodowe pejzaże forum literackiego „Ogród Ciszy”, którego potem został współwłaścicielem i administratorem. Jego wiersze ukazały się między innymi na portalach internetowych i w periodykach: „Pisarze.pl”, „POEZJA dzisiaj”, „Liry Dram”, „TygiEL”, „Nowa Gazeta Literacka”, „Krytyka Literacka”, „Gazeta Kulturalna”, „Poezja ART”, w prasie lokalnej, oraz antologiach i almanachach poetyckich.
21 stycznia 2014 roku został członkiem Związku Literatów Polskich.
Wydał tomiki poetyckie: Sny i przebudzenia (2012), Chichot na rozstajach (2012), Wyciąg z życiorysu (2013), Od Sasa do lasa i inne faramuszki (2013), Scalam się i rozpadam (2014), Rozjaśnianie czasu (2015), Sześć historii lirycznych (2015), Na kolcach jeża (2016). Jego wiersze ukazały się też w antologiach, między innymi: POSTscriptum 1/2010(4) i 1/2012(5), Ogrodowe Portrety (2010), Ogrodowe Fantazje (2011), Ogrodowe iluzje (2016), gaAD & Poezja ART Złote Słowa, „Ósme-piętro.pl” (2012). Jest również autorem wierszy, do których muzykę napisał Andrzej Zarycki, wykonywanych przez Annę Marię Adamiak w Piwnicy pod Baranami.
Leszek Żuliński tak opisuje jego twórczość: „Kiczor to poeta, który posiada mistrzowską zdolność rymowania i – oczywiście – jest admiratorem wiersza rymowanego, sylabotonicznego, często mówimy też: «postskamandryckiego». [...] Wydaje się jednak, że uniwersalia i fundamenty stanowią podstawowy, wątek tej poezji. Bardzo ważnym tropem są tu kwestie historyczne i kulturowe. Kiczor kocha kanon i nie boi się posądzenia o «zamierzchłość». Sądzę, że on wierzy w Matrycę – choćbyśmy zmieniali świat i siebie w najbardziej szalony sposób, uciekali do przodu w zadyszanym galopie, to stopami zawsze będziemy tkwić w źródle”.
Laureat ogólnopolskich konkursów poetyckich: trzykrotnie w Konkursu im. Jana Krzewniaka w Karczewie, Wąglańskiego Maja Poezji, Konkursu Jednego Wiersza w Łomży, Konkursu Poetyckiego im. Kamili Stabach, XVII Ogólnopolskiego Konkursu Poetyckiego, Konkursu Jednego Wiersza 2016 „Strojne w biel” w roku 2016.
Spoczął na cmentarzu katolickim w Mordach.